# Вільхівка (Хустський район)
Вільхі́вка (до 1946 - Влахово) — село в Зарічанській сільській громаді Хустського району Закарпатської області України.

## Історія
У південно-західному напрямі від Вільхівки, в урочищі Галині Гори — поселення епохи неоліту. Закарпаття є третім місцем у Карпатському басейні, де відомий обсидіан — природний матеріал вулканічного походження, яким торгували первісні люди. Сірий і чорний обсидіан відомий тут з ХІХ століття.
Обсидіан виявили під час опису експонатів музейного фонду. І це змінило чимало. Сьогодні музей став єдиним в Україні власником археологічного експонату, вік якого сягає 8 тисяч років.
Вперше Вільхівка згадується в писемних джерелах другої половини XVI століття. Село було відоме як центр гончарного промислу. У 1910 році в селі жило 1255 жителів, в основному українці, зі значною німецькою меншиною.
Церква Покрови пр. богородиці. 1839.
У 1751 р. згадується дерев'яна церква з двома дзвонами, оздоблена старими образами, мальованими на дошках та полотні. В 1775 р. говорять про дерев'яну церкву, збудовану вірниками в 1574 р. на подарованій ділянці.
Тепер в селі на високому схилі стоїть мурована базилічна церква. Над входом дві дати: 1846 — рік завершення будівництва та дата останнього ремонту у 1981 р. У вівтарі на стіні є напис про малювання церкви у 1974 р. за священика Василя Кормоша, голови церковної общини Ю. І. Кормоша, помічника І. В. Кормоша, касира В. В. Похила, церківника І. М. Березная, дяка П. І. Кормоша. Малювання виконали Д. В. Мешко, Є. Д. Мешко та О. М. Селіванов.
У каркасній дзвіниці біля церкви є три дзвони, виготовлені Октавом Вінтером у 1921 р.
На бетонному хресті 1913 р. виписано ім'я майстра — Миколи Керечанина.

## Населення
Згідно з переписом УРСР 1989 року чисельність наявного населення села становила 1731 особа, з яких 835 чоловіків та 896 жінок.
За переписом населення України 2001 року в селі мешкало 1857 осіб.

### Мова
Розподіл населення за рідною мовою за даними перепису 2001 року:
| Мова       | Відсоток |
| ---------- | -------- |
| українська | 99,73 %  |
| російська  | 0,27 %   |

## Відомі особи
В селі народилися:
- Газдик Василь Іванович — заслужений майстер народної творчості України.
- Галас Василь (1898—1943) — український гончар, майстер кераміки.
- Галас Василь Іванович (1922—1994) — український гончар.
- Галас Іван Іванович (1926—2004) — український майстер кераміки.
- Галас Михайло Іванович (1921—1993) — український гончар, народний майстер кераміки.

## Туристичні місця
- в урочищі Галині Гори — поселення епохи неоліту.
- шкільний музей став єдиним в Україні власником археологічного експонату, вік якого сягає 8 тисяч років.
-  храм Покрови пр. богородиці. 1839. 